# Heinrich Schmid (Theologe)

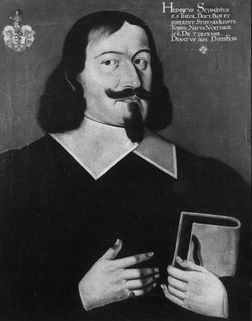
Heinrich Schmid auf einem Bild in der Tübinger Professorengalerie

Heinrich Schmid (* 7. Dezember 1611 in Nürtingen; † 23. Februar 1653 in Tübingen) war ein deutscher evangelischer Theologe sowie Professor und Rektor an der Universität Tübingen.

## Leben
Heinrich Schmid immatrikulierte sich 1629 als Student an der Universität Tübingen. Er war dort 1640–1651 Professor der griechischen Sprache, 1651/52–1653 Zweiter ordentlicher Professor der Theologie, Superattendent des Tübinger Stiftes sowie 1647 und 1651 Rektor der Universität Tübingen.
Sein Porträt hängt in der Tübinger Professorengalerie.